# Dicranomyia (Dicranomyia) sanctigeorgii
Dicranomyia (Dicranomyia) sanctigeorgii is een tweevleugelige uit de familie steltmuggen (Limoniidae). De soort komt voor in het Australaziatisch gebied.